# Heinrich von Ofterdingen

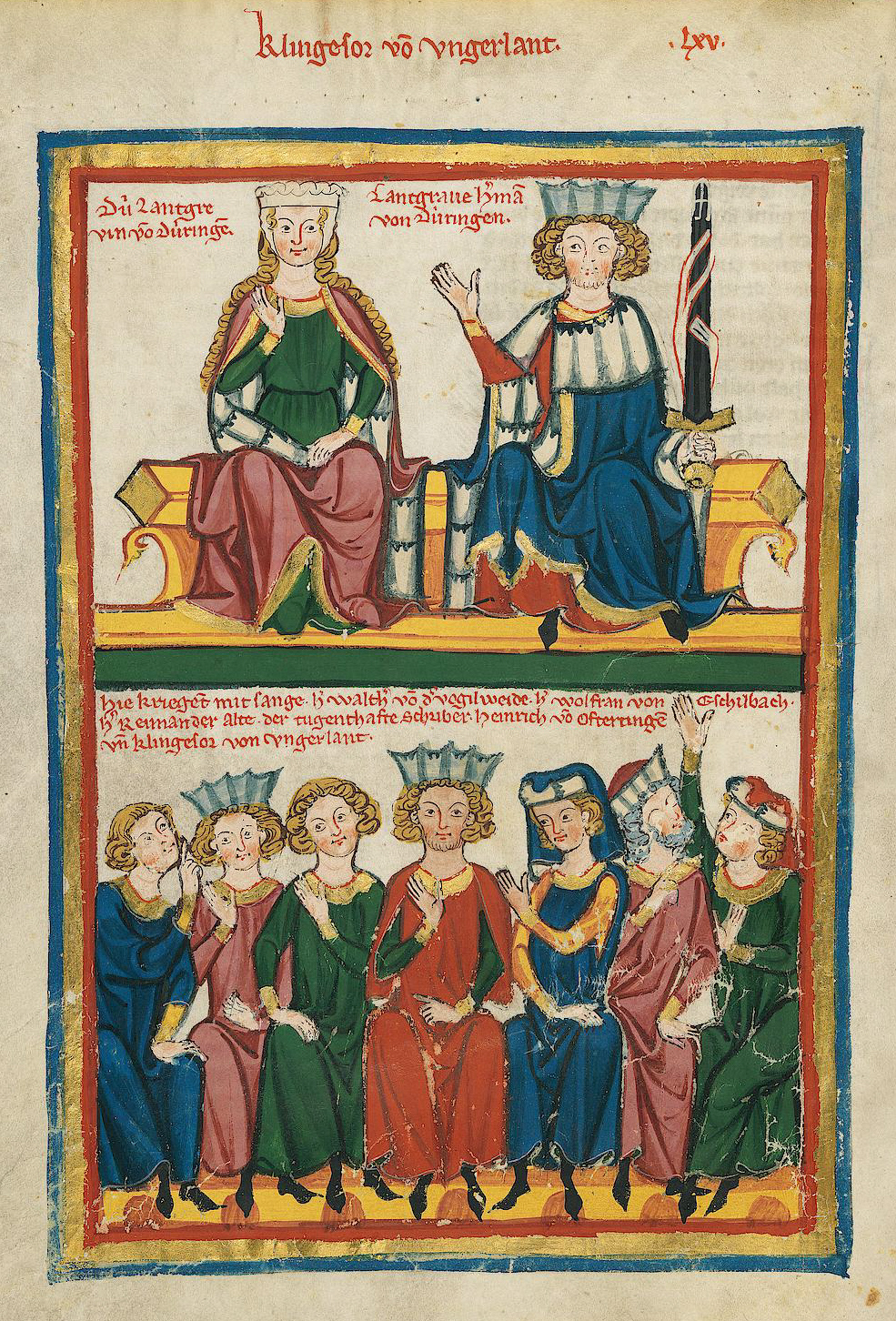
El Landgrave Hermann I de Turingia junto a su esposa Sofía y los ministriles concursantes en el Sängerkrieg, Codex Manesse, c. 1305–15.

Heinrich von Ofterdingen es un legendario poeta lírico y minnesinger del alto alemán medio, casi ficticio, mencionado como uno de los trovadores que participaron en el Sängerkrieg (concurso de ministriles) celebrado en el castillo de Wartburg por Hermann I Landgrave de Turingia. Su figura, que ya aparecía en la epopeya del siglo XIII, fue revivida por Novalis en su novela homónima escrita en 1800 y por E. T. A. Hoffmann en su novela de 1818 Der Kampf der Sänger.